# Ярославські
Лелівіти Ярославські гербу Леліва — шляхетський рід.

## Особи
- Спитек I з Ярослава
  - Рафал з Тарнова і Ярослава
    - Ян (†бл. 1474)
      - Рафал (†по 1484)
      - Ядвіґа

    - Спитек III Ярославський
      - Анна Ярославська
      - Маґдалена — дружина белзького воєводи Миколая з Пільчі

    - Рафал Якуб Ярославський
      - Барбара Ярославська, вийшла за Якуба зі Щекоцина
      - Рафал Ярославський (1474/77 — 1507/08) — каштелян перемиський
        - Геронім (†1521) — придворний короля

      - Анна Ярославська (?— після 1531) — дружина старости Станіслава Пілецького

    - Беата — дружина сяноцького кастеляна Єжи з Гумниськ

  - Ян Ярославський, загинув 1442 року в Угорщині
  - Спитек ІІ з Ярослава — староста львівський
  - Ядвіга Ярославська з Лежайська (1428—1479), видана заміж 1462 року за Рамша з Велького Цєшаціна
  - НН (Катажина) Ярославська, близько 1442 року видана за Пйотра з Червоного Костелу